# NGC 3509
NGC 3509 is een balkspiraalstelsel in het sterrenbeeld Leeuw. Het hemelobject werd op 30 december 1786 ontdekt door de Duits-Britse astronoom William Herschel.

## Synoniemen
- UGC 6134
- IRAS11018+0505
- MCG 1-28-33
- Arp 335
- ZWG 38.109
- VV 75
- KCPG 265A
- PGC 33446